# 梅思祖
梅 思祖（ばい しそ、生年不詳 - 1382年）は、元末明初の軍人。本貫は帰徳府夏邑県。

## 生涯
はじめ元の義兵元帥となったが、反乱を起こして劉福通に従った。ココ・テムルが思祖の父を殺して塩漬けにした。ほどなく思祖は劉福通を棄てて、張士誠に帰順し、その中書左丞となり、淮安を守った。至正26年（1366年）4月、徐達の兵がやってくると、思祖はこれを迎えて降り、4州を朱元璋に献じた。張士誠は思祖の兄弟数人を殺した。思祖は朱元璋に抜擢されて大都督府副使となった。朱元璋に従って張士誠を討ち、昇山の水寨を攻め落とした。湖州を下し、平江を包囲するのに、いずれも功績があった。張士誠を平定すると、思祖は浙江行省右丞に転じた。洪武元年（1368年）、徐達に従って北伐し、山東を攻略し、汴梁・洛陽を奪取し、陝州を破り、潼関を下した。軍を返して河北をめぐり、衛輝にいたった。元の平章の龍二が城を棄てて彰徳に逃れると、明軍は彰徳に向かった。龍二が彰徳を棄てて脱出すると、彰徳城は明に降り、思祖がここを守備することとなった。元の大都が明軍に攻略されたが、周辺の州県は下っていなかった。思祖は徐達に従って山西・河北を平定した。洪武2年（1369年）、陝西を攻略した。別将として邠州を攻め落とし、元の参政の毛貴ら30人を捕らえた。徐達に従ってココ・テムルを定西で破った。南下して秦州から略陽を破り、沔州に入り、興元を奪取した。
洪武3年（1370年）、論功により汝南侯に封じられ、世券を与えられた。洪武4年（1371年）、夏を攻撃した。洪武5年（1372年）、甘粛に遠征した。京師に帰還すると、山西・陝西・遼東の城池を巡視するよう命じられた。洪武14年（1381年）、四川の水尽源・通塔平・散毛の諸洞の長官が反乱を起こすと、思祖は征南副将として雲南軍を率い、周徳興とともに兵を率いてこれを鎮圧した。洪武15年（1382年）、傅友徳とともに雲南を平定した。貴州都司が置かれると、思祖は都指揮使をつとめた。ほどなく雲南布政司事をつとめ、平章の潘元明とともに雲南を守った。この年のうちに死去した。鍾山（明孝陵）の北側に葬られた。
子の梅義は、遼東都指揮使となった。洪武23年（1390年）、思祖の生前に遡って胡惟庸の党とされ、その家を滅ぼされた。思祖の甥の梅殷は駙馬都尉となった。